# بط هوتنتوت

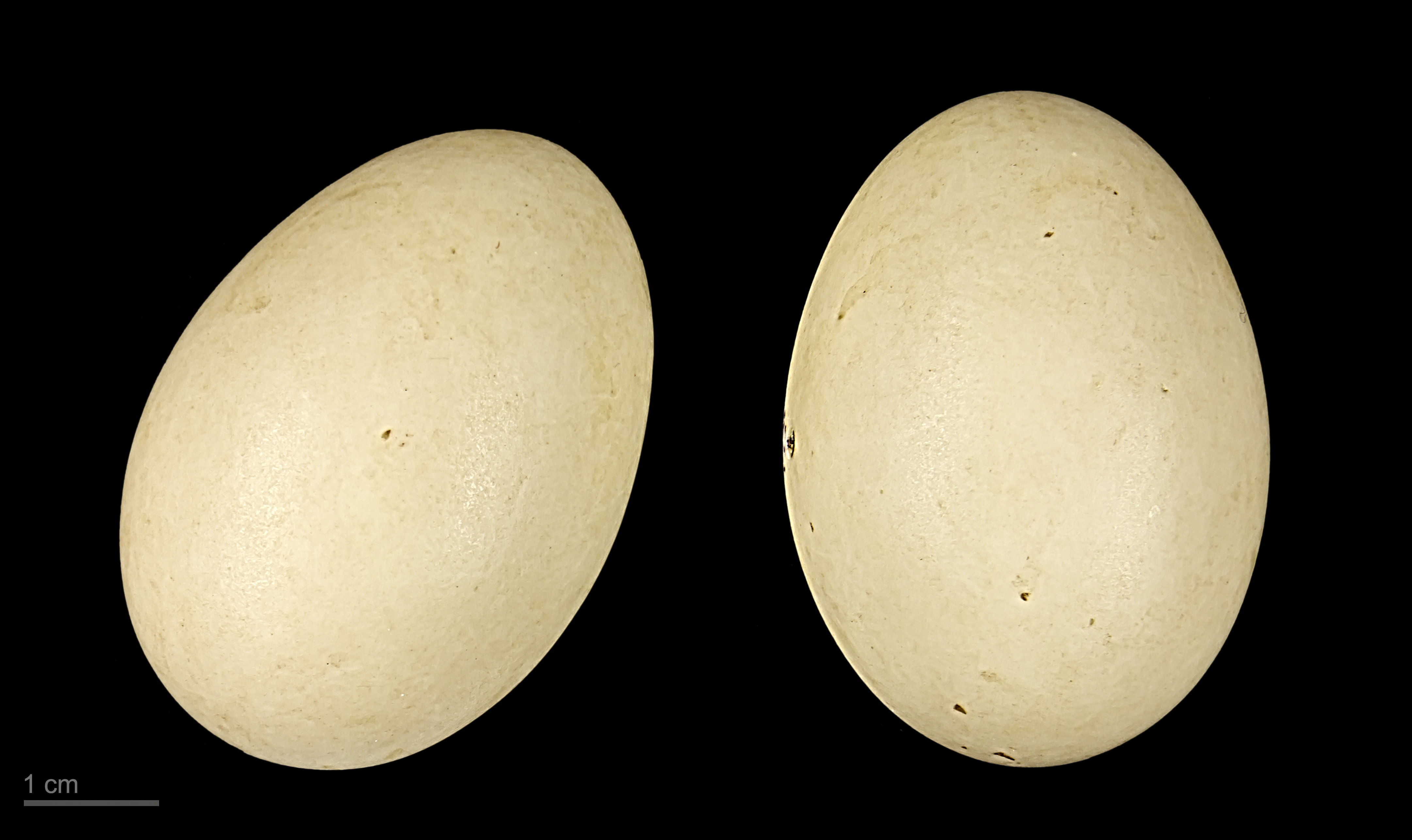
Spatula hottentota

بط هوتنتوت (الاسم العلمي: Anas  hottentota) (بالإنجليزية: Hottentot  Teal)‏ هو طائر ينتمي إلى إوزيات (فصيلة: Anatidae).